# جابز (کنتاکی)
جابز (به انگلیسی: Jabez) یک منطقهٔ مسکونی در ایالات متحده آمریکا است که در شهرستان راسل، کنتاکی واقع شده‌است. جابز ۳۲۰٫۰۴ متر بالاتر از سطح دریا واقع شده‌است.